# 재정복
재정복!(프랑스어: Reconquête! 르콩케트[*])는 2021년 에릭 제무르에 의해 창당된 프랑스의 정당이다. 우익 내셔널리즘 성향이며, 반이민, 반이슬람 정책을 표방하고 있다.

## 역사
2022년 프랑스 대통령 선거에 출마하게 된 프랑스의 극우 인사 에릭 제무르는 여론조사에서 눈에 띄는 성적을 보이며 주목을 모았고, 2021년 11월 대선 출마와 함께 재정복의 창당을 발표했다.
2021년 12월 전진하는 공화국에서 탈당한 조아킴 손포르제가 국회의원으로서는 처음으로 지지를 표명했고, 2022년 1월에는 공화당 소속의 기욤 펠티에 의원이 뒤를 이었다.

## 같이 보기
- 에릭 제무르
- 국민연합 (프랑스)